# Заражение венерической болезнью
Заражение венерической болезнью — преступление, в котором объектом преступления является здоровье человека. Объективная сторона преступления выражается в действиях (через половое сношение) либо в бездействии виновного (при несоблюдении правил личной гигиены). Наступившие последствия выражаются в заболевании потерпевшим одним из видов венерических заболеваний. Факт наличия у виновного венерического заболевания должен быть подтверждён медицинским учреждением.
В соответствии со статьёй 121 УК РФ заражение другого лица венерической болезнью лицом, знавшим о наличии у него этой болезни,  наказывается штрафом в размере до двухсот тысяч рублей или в размере заработной платы или иного дохода осуждённого за период до восемнадцати месяцев, либо исправительными работами на срок от одного года до двух лет, либо арестом на срок от трёх до шести месяцев.
То же деяние, совершённое в отношении двух или более лиц либо в отношении заведомо несовершеннолетнего, наказывается штрафом в размере до трёхсот тысяч рублей или в размере заработной платы или иного дохода осуждённого за период до двух лет либо лишением свободы на срок до двух лет.